# Далькув (Лодзинське воєводство)
Далькув (пол. Dalków) — село в Польщі, у гміні Чарноцин Пйотрковського повіту Лодзинського воєводства.
Населення — 500 осіб (2011).
У 1975-1998 роках село належало до Пйотрковського воєводства.

## Демографія
Демографічна структура станом на 31 березня 2011 року:
|          | Загалом | Допрацездатний вік | Працездатний вік | Постпрацездатний вік |
| -------- | ------- | ------------------ | ---------------- | -------------------- |
| Чоловіки | 240     | 51                 | 157              | 32                   |
| Жінки    | 260     | 52                 | 141              | 67                   |
| Разом    | 500     | 103                | 298              | 99                   |